# Anna Monika Saska

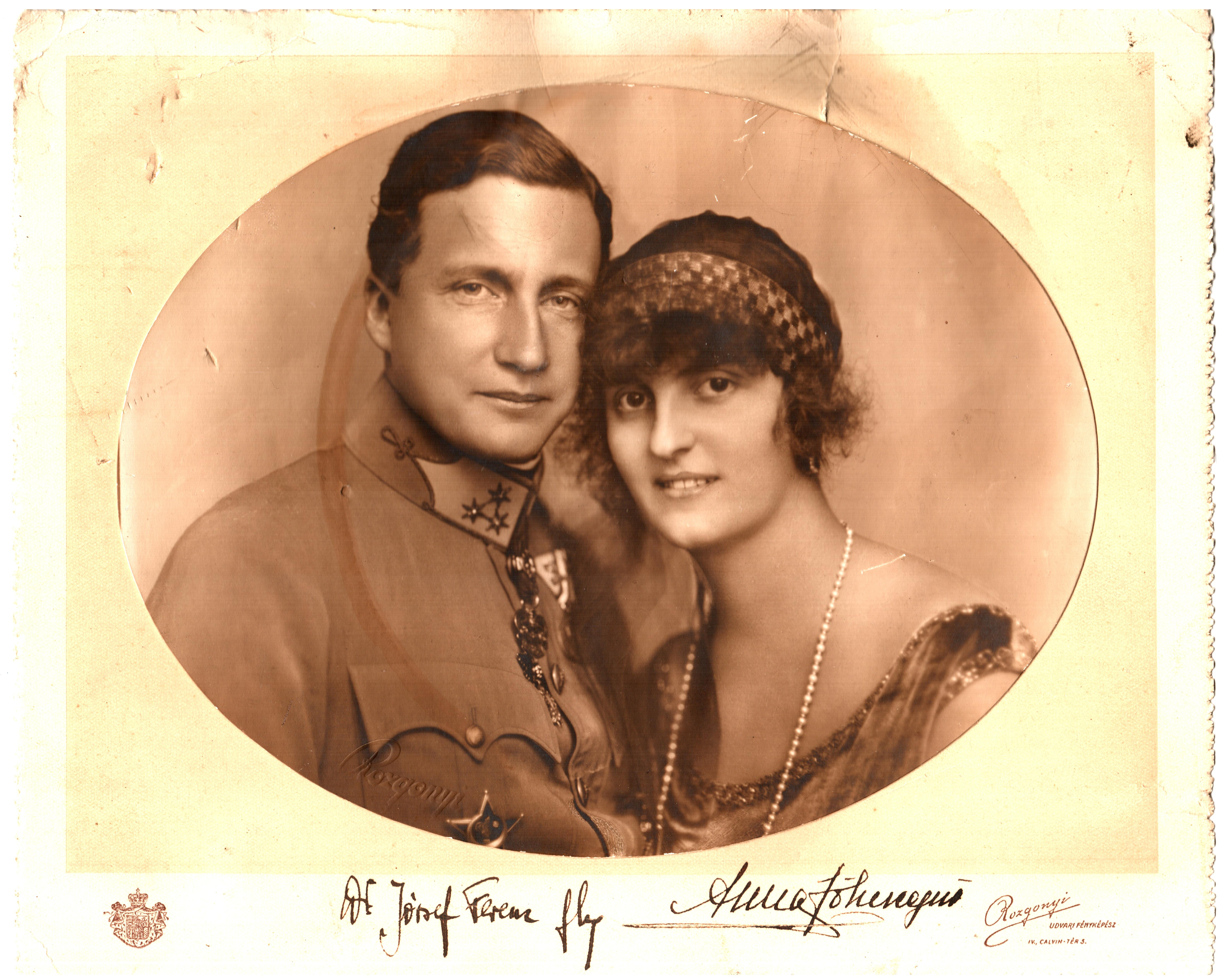
Józef Franciszek i Anna Monika, 1924

Anna Monika Pia Saska, niem. Anna Monika Pia von Sachsen (ur. 4 maja 1903 w Lindau, zm. 8 lutego 1976 w Monachium) – księżniczka Saksonii i tytularna arcyksiężna Austrii, księżna koronna Węgier i Czech jako żona Józefa Franciszka Habsburga.

## Życiorys
Urodziła się jako najmłodsza córka spośród siedmiorga dzieci Fryderyka Augusta (1865–1932), księcia koronnego Saksonii i Ludwiki Habsburg-Lotaryńskiej (1870–1947) wielkiej księżniczki Toskanii. Miała trzech starszych braci: Jerzego (1893–1943), Fryderyka Krystiana (1893–1968) i Ernesta Henryka (1896–1971) oraz trzy starsze siostry: Marię Alicję starszą (1898), Małgorzatę (1900–1962) i Marię Alicję młodszą (1901–1990). Od 11 lutego 1903, od kiedy to rozwiedli się jej rodzice, wychowywała się wyłącznie pod opieką ojca. W wyniku rewolucji w Niemczech 18 listopada 1918 jej rodzina utraciła status domu panującego, pozostając przy pretensjach do tronu i honorowej tytulaturze.
4 października 1926 w Szczodrem poślubiła Józefa Franciszka Habsburga-Lotaryńskiego (1895–1957), tytularnego arcyksięcia Austrii, syna Józefa Augusta (1872–1962), palatyna Węgier i Augusty Wittelsbach (1875–1964). Wobec wysunięcia kandydatury Józefa Augusta do objęcia tronu węgierskiego w 1920 rodzina zamieszkała w Budapeszcie, postanawiając przyjąć kulturę węgierską. Z małżeństwa tego pochodzi ośmioro dzieci:
- Małgorzata (1925–1979) ⚭ Aleksander Czech,
- Helena Ilona (1927–2011) ⚭ Jerzy Aleksander Meklemburski-Sterlitz (1921–1996),
- Anna Teresa Gabriela (1928–1984),
- Józef Árpád Benedykt Ferdynand Franciszek Maria Gabriel (1933–2017) ⚭ Maria Löwenstein (1935–2018),
- Stefan Dominik Antoni Humbert (1934–2011) ⚭ Maria Anderl,
- Maria Kinga Beatrycze (ur. 1938) ⚭ 1) Ernest Kiss, 2) Joachim Kirst,
- Géza Władysław Euzebiusz Gerard Rafał Albert Maria (ur. 1940) ⚭ Monika Decker,
- Michał Koloman (ur. 1942) ⚭ Krystyna Löwenstein (ur. 1940).

Wobec zamachu stanu Strzałokrzyżowców w 1944, Anna Monika wyjechała wraz z rodziną, emigrując do Szwajcarii. W 1949 powróciła do Niemiec, zamieszkując w Monachium. Ponownie wyszła za mąż 28 lipca 1972 w Genewie, poślubiając Reginalda Kazanjiana (1905–1990). Małżeństwo potwierdziło związek w obrządku rzymskokatolickim 9 września 1972 w Veyrier.

## Odznaczenia
- Dama Orderu Sidonii

## Genealogia
| Prapradziadkowie              | Maksymilian Saski (1759-1838) ∞ 1792 Karolina Burbon-Parmeńska (1770-1804)                   | król Bawarii Maksymilian I Józef (1756-1825) ∞ 1797 Karolina Fryderyka Badeńska (1776-1841)  | Ferdynand Jerzy Koburg (1785-1851) ∞ 1815 Maria Antonina Koháry (1797-1862)                  | cesarz Brazylii Piotr I (1798-1834) ∞ 1817 Maria Leopoldyna Habsburg (1797-1826)             | wielki książę Toskanii Ferdynand III (1769-1824) ∞ 1790 Ludwika Maria Burbon-Sycylijska (1773-1802) | król Obojga Sycylii Franciszek I (1777-1830) ∞ 1802 Maria Izabela Burbon (1789-1848)             | książę Parmy Karol II (1799–1883) ∞ 1820 Maria Teresa Sabaudzka (1803–1879)                  | Karol Burbon (1778–1820) ∞ 1816 Karolina Burbon-Sycylijska (1798–1870)                       |
| Pradziadkowie                 | król Saksonii Jan (1801–1873) ∞ 1822 Amelia Augusta Wittelsbach (1801–1877)                  | król Saksonii Jan (1801–1873) ∞ 1822 Amelia Augusta Wittelsbach (1801–1877)                  | król Portugalii Ferdynand II (1819–1885) ∞1836 królowa Portugalii Maria II (1819-1853)       | król Portugalii Ferdynand II (1819–1885) ∞1836 królowa Portugalii Maria II (1819-1853)       | wielki książę Toskanii Leopold II (1797-1870) ∞1832 Maria Antonina Burbon-Sycylijska (1814-1898)    | wielki książę Toskanii Leopold II (1797-1870) ∞1832 Maria Antonina Burbon-Sycylijska (1814-1898) | książę Parmy Karol III (1823-1854) ∞1845 Ludwika Burbon (1819-1864)                          | książę Parmy Karol III (1823-1854) ∞1845 Ludwika Burbon (1819-1864)                          |
| Dziadkowie                    | król Saksonii Jerzy (1832-1904) ∞ 1859 Maria Anna Koburg-Bragança (1843–1884)                | król Saksonii Jerzy (1832-1904) ∞ 1859 Maria Anna Koburg-Bragança (1843–1884)                | król Saksonii Jerzy (1832-1904) ∞ 1859 Maria Anna Koburg-Bragança (1843–1884)                | król Saksonii Jerzy (1832-1904) ∞ 1859 Maria Anna Koburg-Bragança (1843–1884)                | wielki książę Toskanii Ferdynand IV (1835-1908) ∞ 1868 Alicja Burbon-Parmeńska (1849-1935)          | wielki książę Toskanii Ferdynand IV (1835-1908) ∞ 1868 Alicja Burbon-Parmeńska (1849-1935)       | wielki książę Toskanii Ferdynand IV (1835-1908) ∞ 1868 Alicja Burbon-Parmeńska (1849-1935)   | wielki książę Toskanii Ferdynand IV (1835-1908) ∞ 1868 Alicja Burbon-Parmeńska (1849-1935)   |
| Rodzice                       | król Saksonii Fryderyk August III (1865-1932) ∞ 1891 Ludwika Habsburg-Lotaryńska (1870-1947) | król Saksonii Fryderyk August III (1865-1932) ∞ 1891 Ludwika Habsburg-Lotaryńska (1870-1947) | król Saksonii Fryderyk August III (1865-1932) ∞ 1891 Ludwika Habsburg-Lotaryńska (1870-1947) | król Saksonii Fryderyk August III (1865-1932) ∞ 1891 Ludwika Habsburg-Lotaryńska (1870-1947) | król Saksonii Fryderyk August III (1865-1932) ∞ 1891 Ludwika Habsburg-Lotaryńska (1870-1947)        | król Saksonii Fryderyk August III (1865-1932) ∞ 1891 Ludwika Habsburg-Lotaryńska (1870-1947)     | król Saksonii Fryderyk August III (1865-1932) ∞ 1891 Ludwika Habsburg-Lotaryńska (1870-1947) | król Saksonii Fryderyk August III (1865-1932) ∞ 1891 Ludwika Habsburg-Lotaryńska (1870-1947) |
| Anna Monika Saska (1903-1976) |                                                                                              |                                                                                              |                                                                                              |                                                                                              | |                                                                                                  |                                                                                              |                                                                                              |